# Sævarsdóttir
Sævarsdóttir ist ein weiblicher isländischer Name.

## Herkunft und Bedeutung
Der Name ist ein Patronym und bedeutet Sævars Tochter. Die männliche Entsprechung ist Sævarsson (Sævars Sohn).

## Namensträgerinnen
- Bergrún Íris Sævarsdóttir (* 1985), isländische Kinderbuchautorin und Illustratorin
- Ísold Sævarsdóttir (* 2007), isländische Leichtathletin und Basketballspielerin
- Líneik Anna Sævarsdóttir (* 1964), isländische Politikerin (Fortschrittspartei)